# Venezaleurodes
Venezaleurodes is een geslacht van halfvleugeligen (Hemiptera) uit de familie witte vliegen (Aleyrodidae), onderfamilie Aleyrodinae.
De wetenschappelijke naam van dit geslacht is voor het eerst geldig gepubliceerd door Russell in 1967. De typesoort is Venezaleurodes pisoniae.

## Soort
Venezaleurodes omvat de volgende soort:
- Venezaleurodes pisoniae Russell, 1967